# Горький (Забайкальский край)
Горький — посёлок в Могочинском районе Забайкальского края России. Входит в состав Городского поселения «Ксеньевское».

## География
Посёлок находится в юго-западной части района на расстоянии примерно 2 километров (по прямой) к юго-западу от поселка Ксеньевка.

## Климат
Климат характеризуется как резко континентальный, с морозной продолжительной зимой и коротким относительно тёплым летом. Средняя температура самого тёплого месяца (июля) составляет 14 — 18 °С (абсолютный максимум — 37 °С). Средняя температура самого холодного месяца (января) — −28 — −32 °С (абсолютный минимум — −53 °С). Годовое количество осадков — 400—600 мм.

## История
Основан в 1900 году. В настоящее время фактически представляет собой урочище.

## Население
| 1989 | 2002 | 2010 | 2014 | 2021 |
| ---- | ---- | ---- | ---- | ---- |
| 37   | ↘1   | ↘0   | →0   | →0   |